# Minibiotus ethelae
Minibiotus ethelae är en djurart som tillhör fylumet trögkrypare, och som beskrevs av Claxton 1998. Minibiotus ethelae ingår i släktet Minibiotus och familjen Macrobiotidae. Inga underarter finns listade i Catalogue of Life.